# Silene luciliae
Silene luciliae är en nejlikväxtart som beskrevs av Gilbert François Bocquet. Silene luciliae ingår i släktet glimmar, och familjen nejlikväxter. Inga underarter finns listade i Catalogue of Life.